# Gregor Beugnot
Gregor „Greg” Beugnot (ur. 7 października 1957 w Clironie) – francuski koszykarz, występujący na pozycji rozgrywającego, reprezentant kraju, olimpijczyk, po zakończeniu kariery zawodniczek trener koszykarski.
Jego ojciec Jean-Paul i starszy brat Éric byli także koszykarzami kadry Francji.

## Osiągnięcia
Stan na 22 października 2022, na podstawie
, o ile nie zaznaczono inaczej.

### Drużynowe
- Mistrz Francji (1979, 1982, 1985, 1988, 1989)
- Wicemistrz Francji (1987)
- Zdobywca pucharu:
  - Europy Zdobywców Pucharów (1988)
  - Liderów LNB Pro A (1988)
  - Federacji (1985)
- 2. miejsce w:
  - Pucharze Koracia (1987)
  - Superpucharze Europy FIBA (1985)
- Uczestnik międzynarodowych rozgrywek pucharu:
  - Europy Mistrzów Krajowych (1978–1980, 1982/1983, 1984–1986, 1988/1989)
  - Europy Zdobywców Pucharów (1980–1982, 1987/1988)
  - Koracia (1983/1984, 1986/1987)

### Indywidualne
- Uczestnik meczu gwiazd ligi francuskiej (1988, 1989, 1990)

### Reprezentacja
- Uczestnik:
  - igrzysk olimpijskich (1984 – 11. miejsce)[5][6]
  - mistrzostw Europy (1989 – 6. miejsce)[7]
  - kwalifikacji olimpijskich (1984 – 3. miejsce, 1988 – 8. miejsce)[8][9]

### Trenerskie
Drużynowe
- Mistrzostwo Francji (2012)
- Wicemistrzostwo:
  - EuroChallenge (2012)
  - Francji (2000, 2001)
- Puchar:
  - Francji (1996, 1997, 2001, 2011, 2012)
  - Liderów LNB Pro A (2012)
- Superpuchar Francji (2013)
- Finalista:
  - Pucharu Liderów LNB Pro A (2011)
  - Superpucharu Francji (2011, 2012)

Indywidualne
- Trener roku ligi francuskiej (1996–1998, 2012)
- Trener jednej z drużyn podczas meczu gwiazd ligi francuskiej (1998, 2001, 2006, 2007)